# Порохня (Хмельницький район)
Поро́хня — село в Україні, у Війтовецькій селищній територіальній громаді Хмельницького району Хмельницької області. Через село протікає річка Жабокрик, яка в давніших в документах виступає під назвою Прихня.

## Назва
Територія, на якій розташоване село Порохня, у старовину була вкрита лісом. Охороняв цей лісовий масив лісник—сторож на прізвище Порохновський, який був першим жителем населеного пункту і за чиїм прізвищем було названо населений пункт. Поступово люди почали вирубувати ліс і заселяти цю місцевість. Переміщення населеного пункту не відбувалось, він розширювався за рахунок нових жителів.
У давнину, кажуть, що село звалося Порохна.

## Розташування та географія місцевості
Сусідні населені пункти:
З північної сторони села проходить асфальтна магістраль Київ — Львів. Паралельно асфальтній магістралі на віддалі 1,5 км залізниця. З Порохні до районного центру 15 км, до обласного — 55 км, до найближчої залізничної станції Війтівці — 5 км.
Рельєф Порохнянських земель в основному рівний, землі всі придатні для обробітку, ґрунти чорноземи. Корисних копалин, крім глини, не виявлено.

## Адміністративно-територіальна одиниця
- 1796 — 1923 село Маначинської волості Старокостянтинівського повіту Волинської губернії Російської імперії.
- 1923 — 1930 село Волочиського району Проскурівської округи Подільської губернії Української СРР.
- 1935 — 1937 село Волочиського району Проскурівського округу Вінницької області УСРР.
- 1937 — 1954 село Волочиського району Кам'янець-Подільської області.
- 1954 — 1991 село Волочиського району Хмельницької області Української СРР.
- 1991 і до тепер — село Волочиського району Хмельницької області України.

## Історія
Порохня вперше згадується у 1463 році як маєток князя Семена Васильовича Несвицького-Збаразького-Колоденського при поділі батьківських маєтків між Семеном Васильовичем, Василієм Васильовичем Збаражським і Солтаном. У 1518 році, після смерті Марії Семенівни Несвицької-Рівненської, дружини тоді вже покійного Семена Васильовича, його внучка, Анна-Тетяна Гольшанська, вносить Порохню разом з іншими селами до власності свого чоловіка, князя Костянтина Івановича Острозького. За даними «Словника географічного Королівства Польського» («СГКП»), 4 травня 1518 року король Сигізмунд I Старий підтвердив права князя Костянтина Острозького на володіння Порохнею, Волочищами (колишній Волочиськ) та іншими селами, отриманими як спадок бабці його першої дружини.
Церква Введенія була збудована на кошти Франціска Потоцького у 1739 році і була греко-католицькою. Вона ремонтувалась в 1755 році, а в 1795 переведена з греко-католицизму в православ'я.
У 1793–1795 рр. село було приєднано до Російської імперії.
Наприкінці XVIII століття село належало графу Йосифу Потоцькому, потім Станіславу Йосиповичу Собєщанському, згодом Чесновському. Далі село переходило з рук у руки дрібних поміщиків: Заржицького, Тршебинського, Щенсьневичів, Скупенського та Крейса.
До 1861 року жителі села Порохня були кріпаками. Більшість селян були безземельними. Життєвий рівень населення був надто низький, частина селян у літній період виїжджала на заробітки в інші губернії, німецькі колонії.
На кінець XIX ст. в селі налічувалось 179 домів і 1 085 жителів. Частина земель Порохні була викуплена общиною селян, частина належала Бечко-Друзіну і частина Лозинському. У селі була дерев'яна церква з 1739 p. та церковно-приходська школа, відкрита в 1873 році. Вчителями були Козак Кирило, дяк Апонович та Гладкий Павло. Не було в селі і лікувальних закладів.
За 1872–1875 роки на кошти парафіян Порохні було побудовано церкву святого Апостола Євангеліста Іоанна Богослова, на місці старої дерев'яної церкви Введенія, яка згоріла в 1861 році.
За переписом 1911 року до земельної власності поміщика Скібінського належало 482 десятин земель села.
7 (20) листопада 1917 року, відповідно до Третього Універсалу Української Центральної Ради, увійшло до складу Української Народної Республіки.
Восени 1920 року у селі остаточно ствердилась радянська окупація, завдяки більшовикам під командуванням Г. І. Котовського.
У 1928 році біднота і частина середняків об'єдналися в товариство спільного обробітку землі. В селі були створені товариства «Комунар», головою якого був Король Мирон, і «Червоний орач», голова Кімнацький.
В 1930 році товариства об'єдналися в артіль ім. Петровського, головою якої став Осадчук, а в 1959 році вона була перейменована в артіль «Росія».
Ланкові Балюк Ольга, Поліщук Ганна були учасниками Всесоюзної сільськогосподарської виставки. В цьому ж році село було частково електрифіковане.
В 1930 році був створений лікнеп. Неписьменність, в основному, була ліквідована в 1933 році. Загальне початкове навчання було впроваджено в 1930 році. Початкова школа була перетворена в неповну середню школу в 1933—1934 роках.
В 1928—1930 роках було побудовано клуб на 200 місць. У бібліотеці нараховувалось 400 книг. При клубі працювали гуртки художньої самодіяльності.
5 липня 1941 року німецько-нацистські загарбники окупували Порохню. Було розстріляно 14 чоловік, 40 чоловік було вивезено до Німеччини на каторжні роботи.
15 березня 1944 року село було визволено від німецьких окупантів. Загиблим воїнам було споруджено пам'ятник, який пізніше було перенесено у Війтівці, де споруджено братську могилу. Під час окупації було спалено 14 хат колгоспників, худобу було забрано окупантами.
В 1949 році в селі була завершена відбудова всіх виробничих приміщень і розпочалось будівництво нових.
У 1959 році — за переписом в селі Порохня нараховувалось 940 жителів. У лютому того року відбулось укрупнення колгоспів: господарства сіл Порохня і Лозова об'єдналися в одне під назвою «Росія». У колгоспі працювали спеціалісти: агроном Кушнір Євген, зоотехнік Стасюк Анатолій, агроном Кучер Григорій — бригадир городньої бригади, ветфельдшер Свинобойчук Олексій.
В 1963 році налічувалося 10 тваринницьких ферм, 3 птахоферми, 2 зерносховища, 1 майстерня з ремонту сільгоспінвентаря, один гараж, будинок для зимівлі бджіл, млин, олійня. В третій бригаді налічувалося 4 трактори, 4 автомашини, 2 зернових комбайни, 1 бурякокомбайн, 1 комбайн для збирання кукурудзи. Працювали кваліфіковані механізатори: 8 трактористів, 8 шоферів, 4 комбайнери.
Село мало телефонний зв'язок з райцентром і навколишніми населеними пунктами.
Реорганізація колгоспу відбулась в 1977 році: господарства сіл Порохня та Кривачинці об'єдналися в одне під назвою «Дружба».
Часи незалежності
У 1992 році колгосп села Порохня від'єднався від колгоспу «Дружба». На території новоствореного КСП «Порохнянський», яке очолював Я. В. Назар, було побудовано зернотік, майстерню для ремонту сільськогосподарської техніки, ферму та закуплено нову техніку: трактори, машина, комбайн.
9 вересня 1992 року була утворена Порохнянська сільська рада, до складу якої входить село Порохня (голова М. С. Свинобойчук).
В 1995 році спільно з сільськогосподарським формуванням розпочато газифікацію села, підключено 14 хат.
Завершено газифікацію села за кошти жителів у 2002 році, газифіковано близько 80 дворів.
У 2006 році майже завершилась телефонізація села. В селі працює 80 телефонних точок. У цьому ж році на території села діє СТОВ «Злагода».
У 2006—2007 роках виготовлено Державні акти на земельні ділянки власникам земельних часток (паїв), проведено частковий ремонт доріг по вулицях Карла Маркса, Жукова, Тернопільська, Садова.
У 2008 році повністю замінена лінія електропередач, встановлено пам'ятний знак жертвам Голодомору 1932—1933 років біля обеліска в центрі села. 22 березня 2008 року в клубі села Гарнишівка відбувся фестиваль художньої самодіяльності, присвячений 85-й річниці утворення Волочиського району. У ньому брали участь учасники художньої самодіяльності з сіл Гарнишівка, Порохня, Маначин.

## Населення

### Мова
Розподіл населення за рідною мовою за даними перепису 2001 року:
| Мова       | Відсоток |
| ---------- | -------- |
| українська | 98,42 %  |
| російська  | 1,35 %   |

## Порохнянська загальноосвітня школа
У 1948 році в селі була відкрита середня школа. До 1950 року здійснено 10 випусків учнів 10-го класу і один випуск 11-го класу. При школі була майстерня обладнана верстатами. У школі нараховувалось 206 учнів, 17 учителів. Працювала заочна школа.
У 1968 році розпочато будівництво нової школи, яка почала працювати в 1970 р.
У 1977 р. — школа реорганізована в міжшкільний навчально-виробничий комбінат, який працював до 1992 року.
У 1992 році у в селі відкрита неповна загальноосвітня школа I—II ступенів. На даний існує Порохнянський НВК (молодші класи і садочок), директор — Пептюк Інна Казимирівна.
За даними різних джерел у селі 1932—1933 роках загинуло близько 10 чоловік. На сьогодні встановлено імена трьох. Мартиролог укладений на підставі поіменних списків жертв Голодомору 1932—1933 років, складених Порохнянською сільською радою. Поіменні списки зберігаються в Державному архіві Хмельницької області.
- Балюк Сидір, вік невідомий, 1933 р.,
- Гладкий Дем'ян, вік невідомий, 1933 р.,
- Зінкевич Іван Маркович, вік невідомий, 1933 р.,

## Політика
Голова селищної ради (нині староста села) — Дрозд Ольга Миколаївна 1967 року народження, вперше обрана у 2010 році, член Народної партії..
До складу Порохнянської сільської ради входить 14 депутатів, з них 5 від Народної партії, 1 від політичної партії «Фронт змін»і 1 від Наша Україна — Народна самооборона, решта — позапартійні.
У селі діють місцеві осередки таких партій: Соціал-демократична партія України (об'єднана), Народна партія, ВО «Батьківщина», Партія регіонів, Соціалістична партія України, Наша Україна — Народна самооборона, Українська соціал-демократична партія, Єдиний центр.
Також у селі працює сільський фельдшерський пункт (фельдшер Шевченко Т. А.).